# Trotztheorie
Die kriminologische Trotztheorie (englisches Original: Defiance Theory) als eine von zahlreichen Kriminalitätstheorien will aufdecken, aus welchen Gründen Delinquenten unterschiedlich auf Strafen reagieren, wobei das Hauptaugenmerk auf Trotz (Defiance) als Reaktion liegt. Die Theorie wurde 1993 von Lawrence W. Sherman publiziert.

## Inhalt und kriminalpolitische Implikationen
Strafe kann laut Sherman in drei Formen wirken:
- Sie kann abschreckend wirken und damit das gewünschte Ziel erreichen (Deterrence).
- Sie kann wirkungslos sein und somit keinen Einfluss auf das Begehen weiterer Straftaten haben (Irrelevance).
- Sie kann eine Trotzreaktion erzeugen und damit weiteres deviantes Verhalten (Defiance).

Faktoren, die Trotzreaktionen und somit neue Straftaten wahrscheinlich machen, sind empfundene Ungerechtigkeit der Sanktion, Anzweifeln der Legitimität der Strafenden, verletzter Stolz und mangelnde soziale Bindung an die Strafenden.
Laut Sherman belegen empirische Befunde, dass es einen Zusammenhang zwischen Persönlichkeitstyp und Wirkungsweise von Strafe gibt; dass Strafe bei arbeitenden Männern wirksamer ist als bei arbeitslosen und dass sie besser bei älteren als bei jüngeren Männern wirkt.
Wie auch die Theorie des reintegrativen Beschämens macht die Trotztheorie deutlich, dass Sanktionen sowohl hemmend als auch verstärkend auf kriminelles Verhalten wirken können und impliziert für das Justizsystem, dass Willkür, Demütigung und Stigmatisierung seitens der Polizei oder der Gerichte zu unterbleiben haben, weil dadurch neue Straftaten produziert werden.